# Alisterus amboinensis
Alisterus amboinensis là một loài chim trong họ Psittacidae.

## Hình ảnh

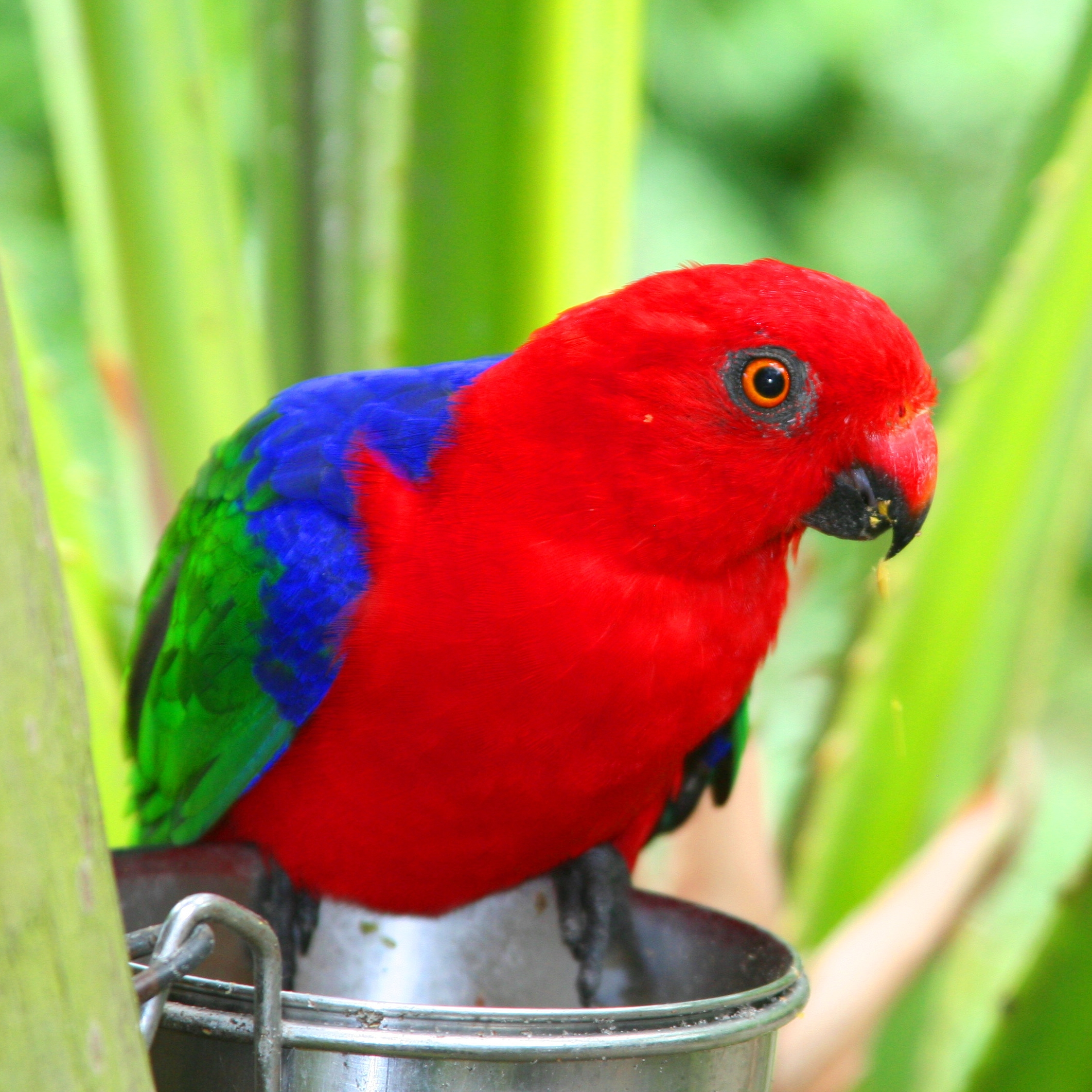
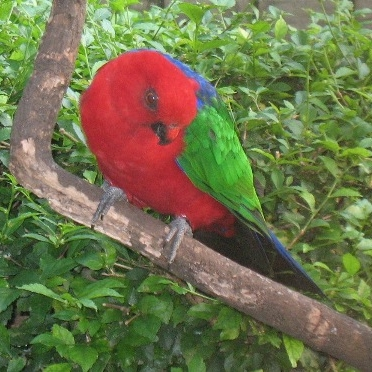
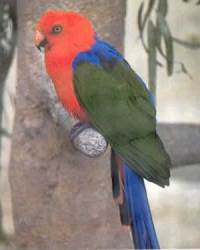
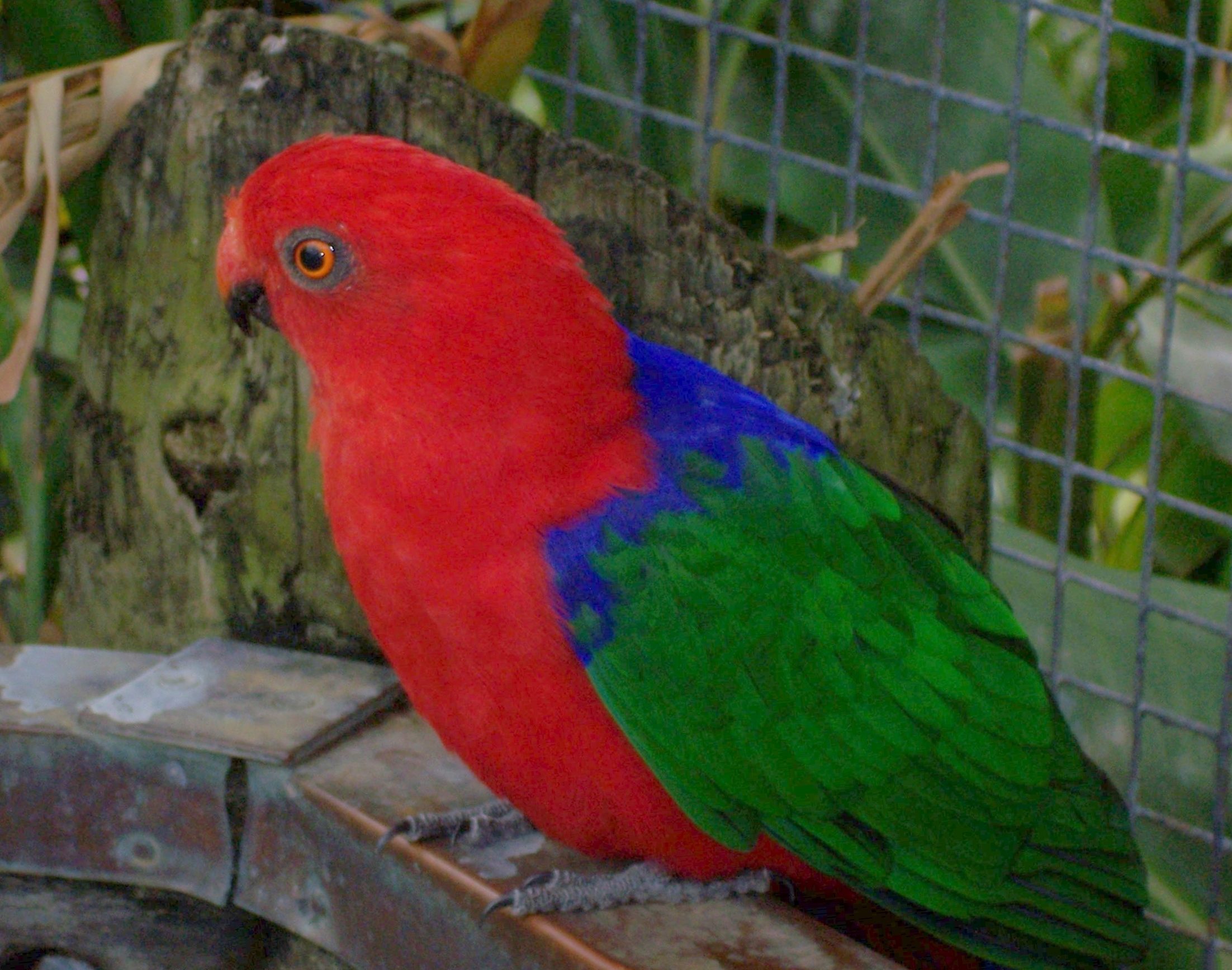
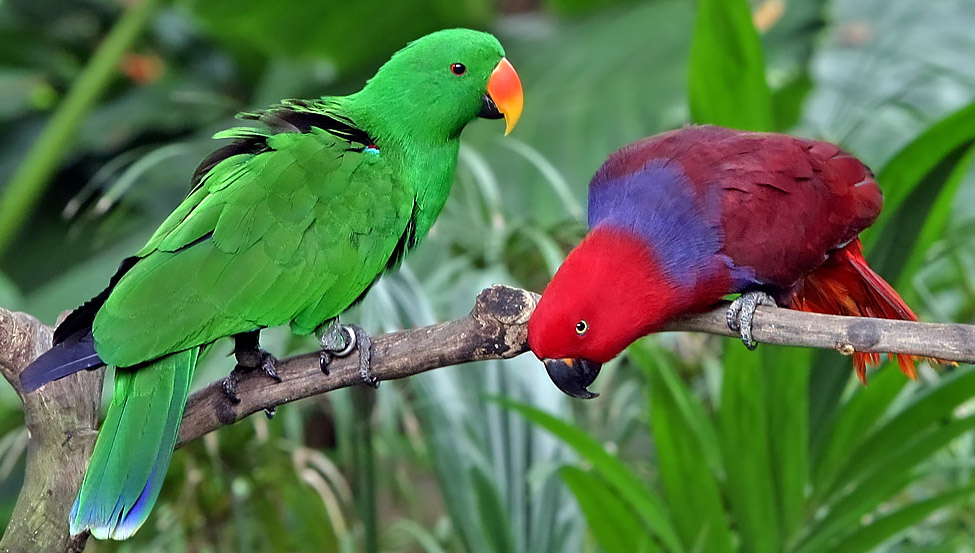